# Georges Theiler

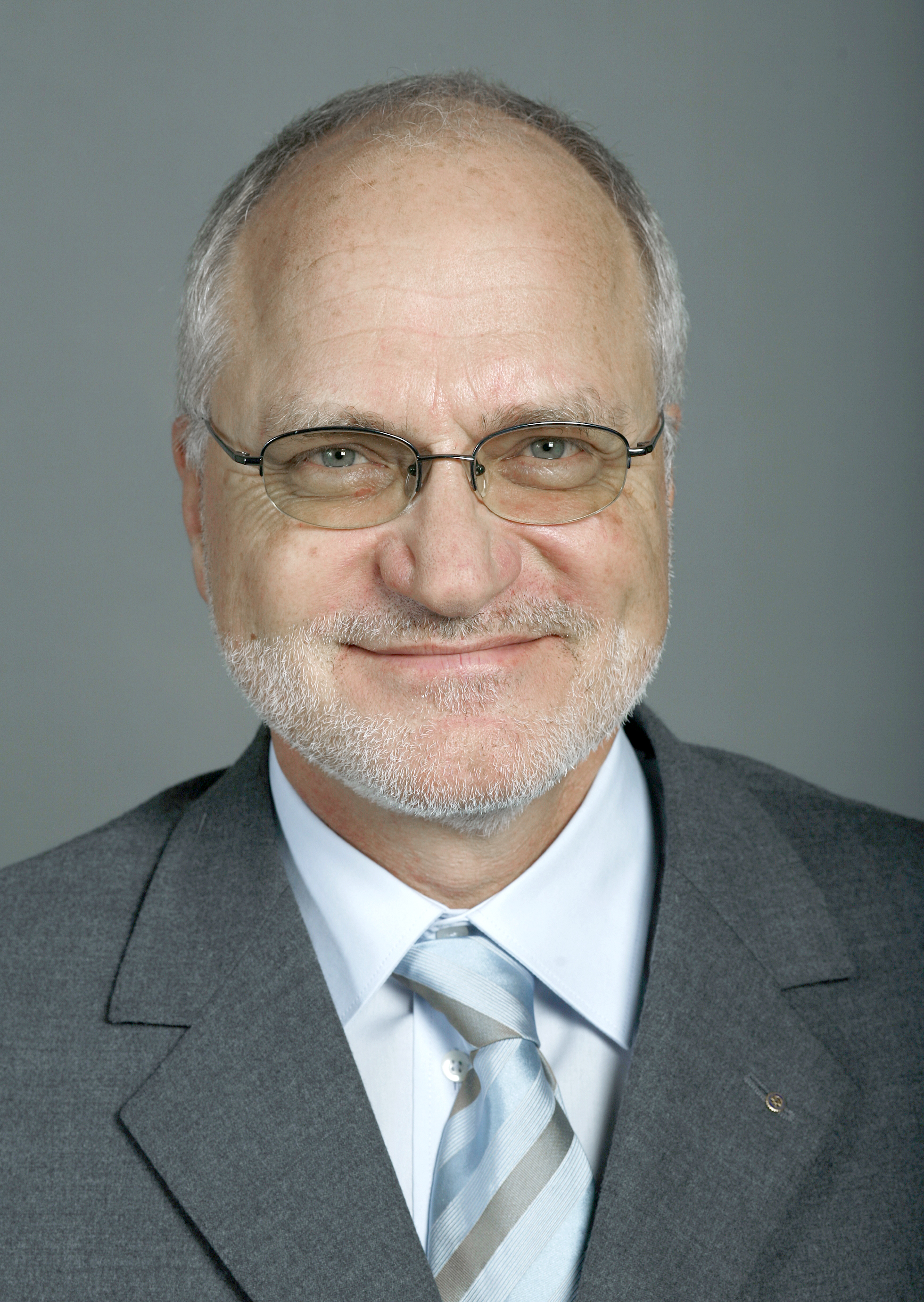
Georges Theiler

Georges Theiler (* 20. Mai 1949 in Luzern) ist ein Schweizer Unternehmer und Politiker (FDP.Die Liberalen).
Georges Theiler wurde im Jahr 1987 in den Grossrat des Kantons Luzerns gewählt, dem er bis 1995 angehörte. Bei den Parlamentswahlen 1995 wurde er in den Nationalrat gewählt. Diesem gehörte er bis 2011 an und war dort Mitglied der Kommission für Wirtschaft und Abgaben. Bei den Parlamentswahlen 2011 wurde Theiler im zweiten Wahlgang in stiller Wahl in den Ständerat gewählt. 2015 trat er nicht zur Wiederwahl an.
Georges Theiler war Mitglied des Fraktionsvorstandes der FDP Schweiz, Geschäftsleitungsmitglied der FDP Kanton Luzern und war im Parteivorstand der FDP Stadt Luzern. In den Jahren 2004 und 2005 kandidierte er für das Amt des Präsidenten der FDP Schweiz, unterlag jedoch Rolf Schweiger beziehungsweise Fulvio Pelli.
Der Unternehmer Georges Theiler ist Vater von drei Töchtern darunter Jacqueline Theiler, Präsidentin der FDP Luzern.